# Actia mongolica
Actia mongolica är en tvåvingeart som beskrevs av Richter 1976. Actia mongolica ingår i släktet Actia och familjen parasitflugor. Inga underarter finns listade i Catalogue of Life.